# Geranomyia javanica kockensis
Geranomyia javanica kockensis is een ondersoort van de tweevleugelige Geranomyia javanica uit de familie steltmuggen (Limoniidae). De soort komt voor in het Oriëntaals gebied.